# John Bunch
John Bunch (1 de dezembro de 1921 - 30 de março de 2010) foi um músico de jazz norte-americano.